# 弥兴镇
弥兴镇，是中华人民共和国云南省楚雄彝族自治州姚安县下辖的一个乡镇级行政单位。

## 行政区划
弥兴镇下辖以下地区：
弥兴村、官庄村、大村、上屯村、朱街村、小苴村、大苴村和红梅村。